# Acanaloniidae
Acanaloniidae – rodzina pluskwiaków z podrzędu fulgorokształtnych.
Takson ten utworzyli w 1843 roku Charles Jean-Baptiste Amyot i Jean Guillaume Audinet-Serville. W 1954 roku R. Fennah sklasyfikował go jako podrodzinę owoszczowatych, zaliczając doń 8 rodzajów. W tym samym roku Z.P. Metcalf zaliczył do Acanaloniidae 13 rodzajów. Do rangi własnej rodziny przywrócone zostały w 1999 roku przez A.F. Emeljanova. W 2012 roku rewizji rodziny dokonał V.M. Gnezdilov. Zaliczył doń tylko 4 rodzaje, a pozostałe przeniósł do innych rodzin lub zsynonimizował. Piąty rodzaj został wyróżniony jeszcze w tym samym roku przez tego samego autora.
Gatunki północnoamerykańskie mają szerokie, nieregularnie siateczkowato użyłkowane skrzydła, w spoczynku złożone równolegle do ciała. W części kostalnej skrzydeł brak równoległych żyłek poprzecznych. Odnóża tylne pozbawione są bocznych kolców na goleniach, ale wyposażone w parę kolców na drugim członie stóp.
Rodzina endemiczna dla Nowego Świata.
Należy tu 5 opisanych rodzajów:
- Acanalonia Spinola, 1839
- Batusa Melichar,  1901
- Bulldolonia Gnezdilov, 2012
- Chlorochara Stål, 1869
- Philatis Stål, 1862